# ОФК Младост
Омладински фудбалски клуб Младост АПА је фудбалски клуб из Апатина, Србија, основан лета 2011. године. Клуб се тренутно такмичи у Војвођанској лиги Север, четвртом такмичарском нивоу српског фудбала.

## Историја
У зиму 1951. године, пет година после колонизације, дакле у времену у којем је још трајало привикавање нових становника Апатина на услове живота и ново, војвођанско окружење, при Сељачкој радној задрузи "Маршал Тито" формиран је фудбалски клуб под именом Младост. Нови клуб окупио је готово искључиво младиће из колонистичких породица.
Најзапаженије резултате постиже крајем деведесетих година прошлог века и у првим годинама двадесетпрвог века, када се уз здушну помоћ генералног спонзора Апатинске Пиваре такмичи и у I Савезној лиги. У сезони 2006/07. игра Суперлигу Србије где заузима 6.место али због финансијских проблема иступа из лиге.
У сезони 2009/2010, ФК Младост Апатин испада из Прве лиге Србије, као последњепласирани тим. Сезону 2010/11. завршава на претпоследњем месту у Српској лиги Војводина и требало је да испадне ранг ниже, али одлуком извршног одбора ФСС, Младост је суспендована из свих такмичења због великих дугова према ФСС. Клуб је банкротирао, па је угашен.
Због тога се лета 2011. године у Апатину формира нови клуб ОФК Младост АПА који је такмичење наставио из најнижег ранга, Међуопштинске лиге Сомбор-Апатин-Кула-Оџаци, где је већ у првој сезони освојио прво место и обезбедио пласман у виши ранг.

## Успеси
- Подручна лига Сомбор
Освајач: 2013/14.
- Међуопштинска Лига Сомбор-Апатин-Кула-Оџаци
Освајач: 2011/12.

## ФК Младост Апатин у Суперлиги Србије
Стање на дан 21. мај 2017.
| Сезона   | Одиг. | Поб. | Нер. | Пор. | ГД | ГП | ГР | Бод. | Пласман |
| -------- | ----- | ---- | ---- | ---- | -- | -- | -- | ---- | ------- |
| 2006/07. | 32    | 11   | 8    | 13   | 25 | 33 | -8 | 41   | 6       |
| Укупно   | 32    | 11   | 8    | 13   | 25 | 33 | -8 | 41   | 27      |

## Познати бивши играчи ФК Младост Апатин
- Саво Филиповић
- Милош Цетина
- Љубиша Кекић
- Слободан Бачић
- Весељко Тривуновић
- Срђан Жакула
- Милош Косановић
- Александар Кесић
- Никола Малбаша
- Саша Дракулић
- Љубомир Касаловић
- Немања Обрић
- Ненад Брновић
- Бојан Брновић
- Радослав Батак
- Милорад Савић
- Слободан Крњајић
- Дарко Раца
- Арсен Љубибратић

## Познати бивши тренери ФК Младост Апатин
- Петар Никезић
- Петар Курћубић
- Милан Дамјановић (тренер голмана)
- Чедомир Ђоинчевић
- Драги Богић